# Ратманово (Калузька область)
Ратманово (рос. Ратманово) — присілок в Малоярославецькому районі Калузької області Російської Федерації.
Населення становить 45 осіб. Входить до складу муніципального утворення Село Коллонтай.

## Історія
Від 2004 року входить до складу муніципального утворення Село Коллонтай.

## Населення
| 2002 | 2010 |
| ---- | ---- |
| 50   | ↘45  |